# بالسین
بالسین یکی از روستاهای استان آذربایجان شرقی است که در دهستان تیرچایی بخش کندوان شهرستان میانه واقع شده‌است.
که دارای مردمی خون گرم و بسیار مهمان نواز است.
روستای بالسین در دامنه‌های رشته کوه بزقوش، بزرگترین و زیبا ترین روستا شمال غرب میانه  با اب وهوای نسبتاً سرد و مکان مناسبی برای گردشگری در فصل تابستان به‌شمار می‌رود که از جمله به دره اوروان و چشمه اب گرم ایستی سو اشاره کرد.